# Max Cavalera

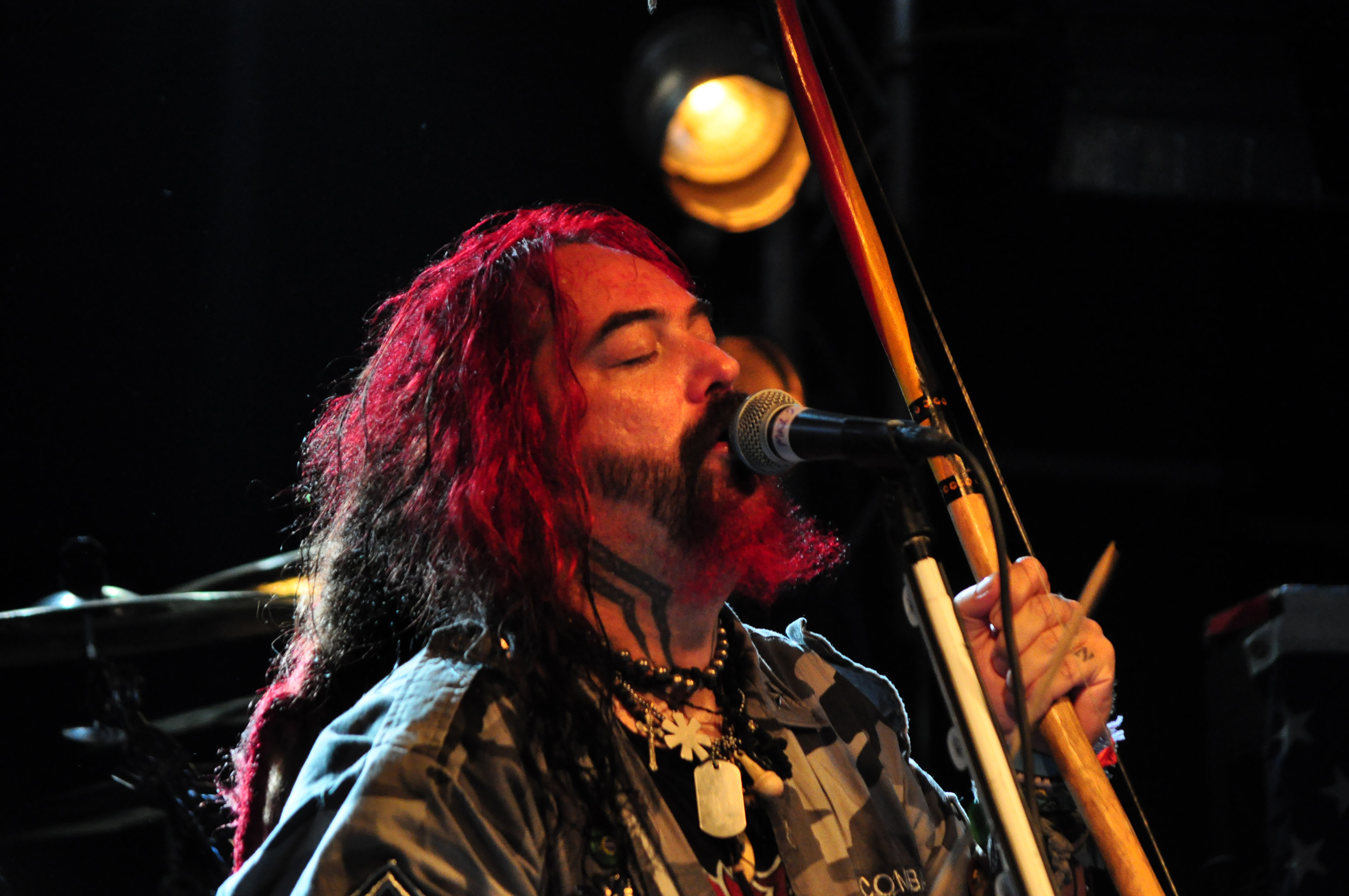
Max em concerto.

Massimiliano Antônio "Max" Cavalera, (Belo Horizonte, 4 de agosto de 1969) é um cantor, guitarrista e compositor brasileiro. Formou a banda de thrash metal Sepultura (inicialmente death metal) no ano de 1984, juntamente com seu irmão, Igor Cavalera. Devido as desavenças, rompeu com a banda  em 1996, formando o Soulfly.
A voz de Max Cavalera é conhecida mundialmente por ser forte e gutural. Graças a isso, foi escolhido para fazer uma participação no filme O Retorno da Múmia, no qual fez os gritos de um demônio. No início dos anos 1990, mudou-se para Phoenix, Estados Unidos, e hoje é naturalizado estadunidense.
Max foi idealizador do projeto Nailbomb juntamente com seu genro Alex Newport.
Em 2007 formou outra banda juntamente com o seu irmão Igor Cavalera de nome Cavalera Conspiracy, "a conspiração dos Cavalera" que se apresentou com o nome Inflikted em Tempe, Arizona no "11th Anual D-Low Memorial Show" no dia 31 de agosto. Esta banda também serve para mostrar que os irmãos voltaram a se entender.
Em outubro de 2008, a revista Rolling Stone promoveu a "Lista dos Cem Maiores Artistas da Música Brasileira", onde Max Cavalera ocupa o 47° lugar.
Em 2011, formou o supergrupo Killer Be Killed juntamente com Greg Puciato (The Dillinger Escape Plan), Troy Sanders (Mastodon) e Dave Elitch (ex- The Mars Volta), experimentando outros estilos.
Max Cavalera usa exclusivamente guitarras ESP, e é torcedor do Palmeiras.
Fez participação, cantando em português, na música "I.M.Sin" na versão deluxe do álbum "The Wrong Side of Heaven and the Righteous Side of Hell, Volume 1"  da Banda americana Five Finger Death Punch.
Max também participou como ele mesmo no game de 2009 Grand Theft Auto IV: The Lost and Damned (jogo da Rockstar Games uma DLC de GTA IV). Max Cavalera abre a programação na Rádio L.C.H.C (Liberty City Hardcore Classics).

## Primeiros anos e carreira
O pai de Max Cavalera, Graziano Cavalera, era funcionário do consulado italiano em Belo Horizonte. Ele morreu aos 41 anos, quando Max tinha nove anos. A família de Max passava por dificuldades financeiras quando formou o Sepultura com seu irmão mais novo, Igor.
Começou a se interessar por música após assistir com seu irmão Igor a um show do Queen no Morumbi, em São Paulo. Posteriormente, começou a escutar heavy metal e seu gosto tornou-se mais pesado com AC/DC, Black Sabbath, Deep Purple, Led Zeppelin e Van Halen. Mais tarde, a extremidade chegou ao auge com Motorhead, Slayer e Metallica. Na época que começaram a ouvir Slayer, surgiu a vontade de montar uma banda.
Em 1984 fundou o Sepultura junto com seu irmão Igor, futuro baterista da banda. Posteriormente, vieram também Jairo Guedz (guitarra) e Paulo Jr. (baixo). O nome da banda foi escolhido por Max durante a tradução da música "Dancing On You Grave" do Motörhead.
Após pouco tempo, o quarteto consegue um contrato com a Cogumelo Records, o que lhes permite produzir seu primeiro EP, Bestial Devastation. Em 1986 foi lançado Morbid Visions, o primeiro sucesso real da banda, que com os seguintes Schizophrenia, Beneath the Remains e Arise (os 2 últimos são geralmente considerados os melhores álbuns do Sepultura) consegue consolidar seu sucesso.
Os dois álbuns seguintes (Chaos A.D. e Roots) incorporam elementos de metal alternativo, que irão caracterizar os álbuns do Soulfly, o futuro grupo de Max.
Depois de sair do Sepultura, começou a fazer música com temática espiritual. Suas letras anteriores para o Soulfly foram influenciadas pela religião e espiritualidade, embora ele seja um crítico da religião.
Seus álbuns posteriores, começando com Dark Ages, começaram a incorporar temas líricos de violência, guerra, raiva e ódio. Seus álbuns foram todos dedicados a Deus, e ele tem sido frequentemente retratado pela imprensa como um homem religioso, especialmente nos Estados Unidos, algo que o próprio Max diz que não entende:
Eu odeio "muita religião", mas pessoas como Cristo - sim, elas me inspiram. Quero dizer, se você olhar para Cristo, Estava por aí com os desprezíveis, as prostitutas e os perdedores que você conhece, não andando com aqueles filhos da p... da alta sociedade que você vê tentando vender Jesus hoje!
Quando perguntado em uma entrevista se era cristão e se o Soulfly era uma banda cristã, disse:
Não. Quero dizer, se eu fosse cristão, usaria todos esses tipos diferentes de presságios. Porque o povo cristão é muito mente-fechada. Um padre não aceitaria isso. Então, eu não gosto do conceito de cristianismo em termos de ter uma mente tão fechada. É o mesmo com a música. Às vezes, comparo pregadores a músicos de mente fechada ou a ouvintes de mente fechada, que gostam apenas de um tipo de música. Com alguns pregadores é a mesma coisa. E eles não toleram hindus, budistas ou o que seja. Somente eles. É besteira. Então o Soulfly não é uma banda cristã. Muito pelo contrário. Mas nós somos muito espirituais. Espiritual não tem nada a ver com o cristianismo de qualquer maneira. Está aqui desde o início dos tempos.
Em outra entrevista, foi questionado sobre as queimadas de igrejas promovidas por Varg Vikernes. Ele citou: "Eu apoio as queimadas da igreja 100%, mas por que não queimamos tudo: mesquitas, templos, todos os edifícios religiosos?" No entanto, mais tarde ele afirmou que seus pontos de vista mudaram sobre tais queimadas e as chamou de "muito violentos". Declarou que acredita em Deus, "mas pode ser diferente do Deus sobre o qual o pregador prega".
De influência duradoura em sua música, é a morte prematura de seu enteado, Dana Wells, que foi morto após o lançamento de Roots, em 1996. As músicas "Bleed", "First Commandment", "Pain", "Tree of Pain" e "Revengeance" são tributos a Dana, assim como a música "Headup", do Deftones, na qual Max apareceu e co-escreveu. O refrão "Soulfly, fly high, soulfly, fly free" inspirou o nome da sua nova banda.
Em 2013, Max lançou sua autobiografia, intitulada My Bloody Roots; seu co-escritor foi o autor britânico Joel McIver e o prefácio do livro foi escrito por Dave Grohl.

Após lançar 5 álbuns com a nova banda, Max voltou a trabalhar com Igor, que acabava de deixar o Sepultura por divergências musicais com os demais integrantes, criando o projeto Cavalera Conspiracy. Uma postagem assinada pelo próprio Max apareceu no site do Soulfly:
Espero que as pessoas estejam tão animadas quanto nós com esta notícia. Vamos gravar um novo álbum e será muito especial. É a primeira vez que me encontro com meu irmão no estúdio em dez anos. Este é um momento mágico para mim, uma virada histórica. O disco que gravaremos será como um vulcão em erupção. Nós vivemos os últimos anos com tanta raiva e agressão que agora é a hora de jogar tudo fora. Tenho certeza que meu irmão vai destruir a bateria durante as sessões de gravação. Seremos principalmente eu e Igor para gravar, mesmo que haja outras pessoas envolvidas.

## Estilo de Guitarra

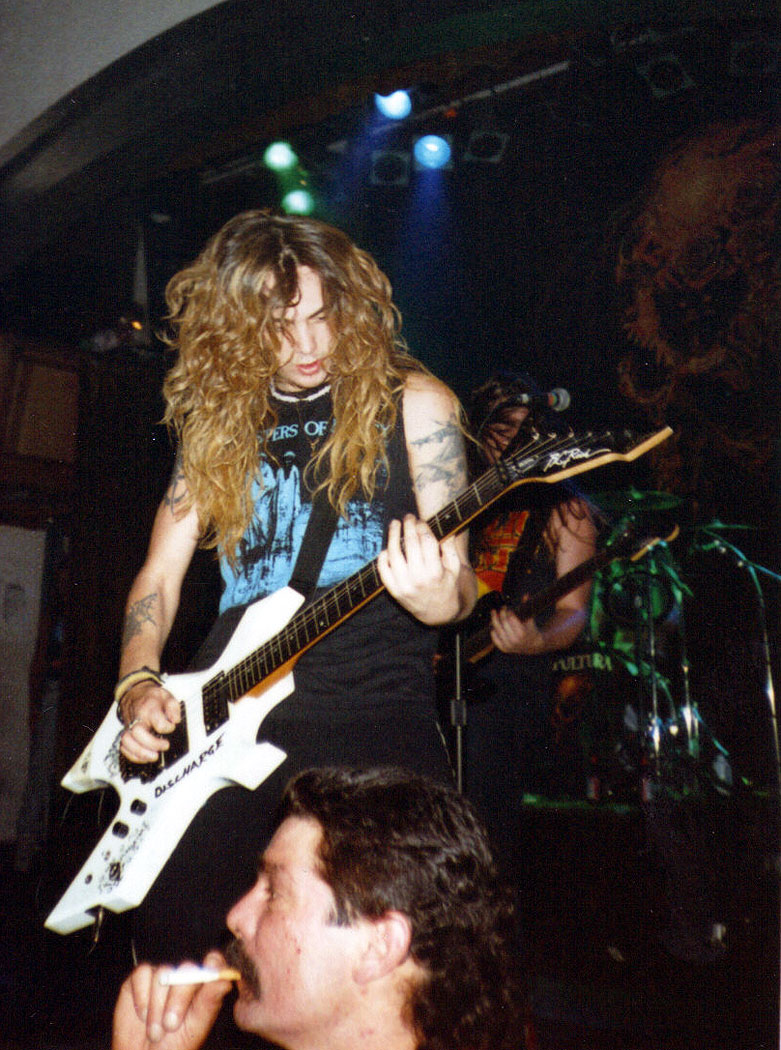
Max Cavalera tocando ao vivo com sua guitarra, concerto promovendo o álbum Beneath the Remains (1989).

Max é conhecido por tocar sua guitarra com apenas quatro cordas; sem as cordas si e mi aguda. A inspiração surgiu quando ele arrebentou as duas cordas um dia e ele não se incomodou em substituí-las. Mais tarde, um amigo comentou que a guitarra parecia melhor sem elas, tornando-se sua marca registrada.
Sua primeira guitarra tinha o apelido de “podreira”, por ser muito má. Quando tentava fazer um solo no braço da guitarra saía pedaço de madeira em sua mão, além de cortar os dedos. Max lembra que, após comprá-la e começar a tocar,  estranhou o fato de não sair distorções e o "som metal". Na época, não entendia que a guitarra precisava de amplificador e pedais de distorção. Após fazer alguns trabalhos alternativos, como vender autógrafos para garotos que conhecia, falsificando autógrafos dos integrantes do Kreator, conseguiu adquirir um amplificador e um pedal de baixa qualidade. Assim, começou a fazer suas primeiras notas e a compor as primeiras músicas gravadas, como “Filhos de Hitler” e “Sexta-Feira Treze”, além de músicas que nunca chegaram a ser gravadas.

## Saída do Sepultura
Ao ser perguntado sobre como foi sair do Sepultura em 1996 após o lançamento do que acabou por ser um dos álbuns mais bem sucedidos da banda, Roots, Max disse: 
Os primeiros três meses foram uma depressão total. Eu não queria tocar, estava muito desapontado com a coisa toda. É como se você trabalhasse toda a sua vida para chegar no seu objetivo, e depois você sabe, eu não tinha mais a banda. Eu me senti desolado, totalmente sem esperança. Mas acho que por pouco tempo, as pessoas me ajudaram a virar o jogo. Eu tive encorajamento de pessoas como o Ozzy [Osbourne] – nós tivemos um jantar na casa dele, e ele foi muito legal em dizer: ‘Você tem que ficar de pé de novo.’ E a Gloria também foi [de importância] enorme, realmente me ajudando… praticamente me fazendo voltar e escrever mais. E então eu escrevi uma demo que tinha duas músicas – Eye for an Eye e No – elas deixaram o Monte Conner da Road Runner completamente maluco. Nós tocamos para ele em uma versão em cassete, e ele adorou. E, a partir desse momento, nunca mais olhamos para trás. Foi como, ‘É isso. Nós estamos criando algo novo.”
Ao contrário do que muitos pensam, Max não deixou o Sepultura por causa de uma suposta demissão de sua esposa, Glória, então empresária da banda. Segundo o próprio músico, havia divergências entre o que seus companheiros queriam e o que ele queria como grandes empresários de Los Angeles e coisas de rockstar que não precisavam.

Max nunca quis ser um típico rockstar. Em entrevista declarou:
Até hoje, não dou a mínima para isso. Minhas músicas não estão nas rádios e isso não me incomoda nem um pouco. Não componho para isso. Eu digo que Grammy é como hemorroida: eventualmente, todo c.... ganha um. Cabe a você. Sua carreira depende de você. Algumas pessoas ficam cegas por isso. Fazem de tudo em busca disso. Não sou desse tipo. Não sonho em ter mansões e dirigir carrões. Gosto de gastar dinheiro em fones de ouvido e em música. Não tenho esse problema.
Max nunca esteve na música por dinheiro, mulheres ou fama. Afirma ter ficado feliz pelo rompimento com o Sepultura e o recomeço com o Soulfly, já que, sua música continuou consistente e ele não teve que se vender. Garante que sucesso pode destruir as pessoas.
Você não tem mais do quê ficar com raiva pois é muito rico e não tem do que reclamar. Você não tem nada para se rebelar. Contra o que você vai se revoltar - contra ter que contar muito dinheiro? Isso é totalmente estúpido.

## Vida Pessoal
Desde 1992, Max vive em Phoenix, Arizona, com sua esposa Gloria (n. 1953) e seus cinco filhos: Zyon (n. 19 de janeiro de 1993), Igor (n. 2 de junho de 1995), Jason (n. 1 de dezembro de 1986), Richie (n. 25 de agosto de 1985) e Roxanne (n. 14 de novembro de 1983). Os três mais velhos, filhos de Gloria, foram adotados por Max, fazendo dele seu pai legal. Zyon, Igor e Richie colaboraram com Max em seus vários projetos. Três de seus filhos também são ativos na música, com Richie a frente da banda Incite e Igor e Zyon se apresentando com a banda Lody Kong. Jason faz turnê como técnico em bateria de Zyon, entre outras funções nos bastidores. Em 2012 e 2013, Zyon fez uma turnê com o Soulfly após a aposentadoria de David Kinkade, e agora é um membro regular como baterista. Igor entrou brevemente como baixista do Soulfly em 2015, depois que Tony Campos deixou a banda, e excursionou como tecladista e co-vocalista durante a turnê Point Blank do Soulfly. Igor nasceu com diabetes tipo 1, e Max e Gloria criaram o "Fundo Iggy" em 1998 para ajudar outras famílias a obter os medicamentos necessários para seus filhos com diabetes juvenil.
Em entrevista, Max afirma ser "bem primitivo"; não ter iPhone, e-mail, perfil em redes sociais e nem ao menos celular. Confessa ainda usar walkman com fita cassete e vinil. A única tecnologia que usa é ouvir músicas pelo iPod.
Max tem os nomes de Igor e Dana tatuados na mão direita, em sinal de lealdade ao irmão e enteado falecido em 1996.
Max e Igor falam italiano mais ou menos corretamente, pois são filhos de pais italianos. Max se sente muito ligado às suas origens, tanto que nos shows que faz na Itália ele costuma usar a camisa da seleção italiana de futebol.
Max Cavalera, por causa de seu pai, foi batizado no Vaticano pelo Papa Paulo VI quando tinha 8 anos de idade.

## Discografia

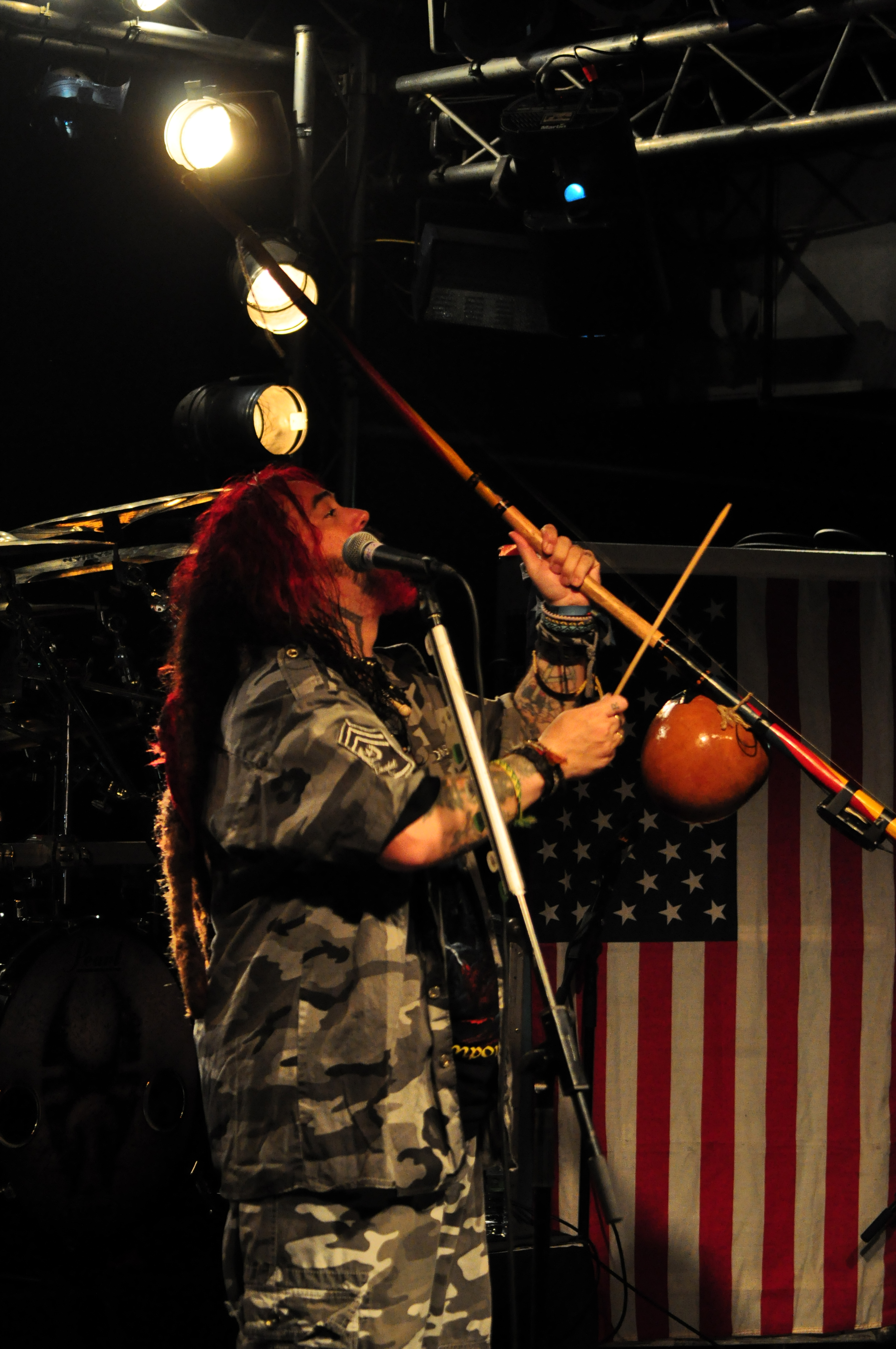
Max tocando a intro de "Attitude".

### ComSepultura
- 1985: Bestial Devastation
- 1986: Morbid Visions
- 1987: Schizophrenia
- 1989: Beneath the Remains
- 1991: Arise
- 1993: Chaos A.D.
- 1996: Roots

### ComNailbomb
- 1994: Point Blank
- 1995: Proud to Commit Comercial Suicide (ao vivo)

### ComSoulfly
- 1998: Soulfly
- 2000: Primitive
- 2002: 3
- 2004: Prophecy
- 2005: Dark Ages
- 2008: Conquer
- 2010: Omen
- 2012: Enslaved
- 2013: Savages
- 2015: Archangel
- 2018: Ritual
- 2022: Totem

### ComCavalera Conspiracy
- 2008: Inflikted
- 2011: Blunt Force Trauma
- 2014: Pandemonium
- 2017: Psychosis

### ComKiller Be Killed
- 2014: Killer Be Killed
- 2020: Reluctant Hero

### Com Go Ahead and Die
- Go Ahead and Die (2021)
- Unhealthy Mechanisms (2023)

### Participações especiais
- 2021: "Face of the Storm" em Vera Cruz, álbum de Edu Falaschi